# حكمة الأقزام
حكمة الأقزام هو مسلسل رسوم متحركة إسباني أمريكي من إنتاج شركة بي آر بي انترناسيونال عرض لأول مرة بين عامي 1987-1988. وتمت دبلجة المسلسل للغة العربية.

## روابط خارجية
- حكمة الأقزام على موقع IMDb (الإنجليزية)
- حكمة الأقزام على موقع فيلمافينيتي (الإسبانية)
- حكمة الأقزام على موقع كينوبويسك (الروسية)
- حكمة الأقزام على موقع ألو سيني (الفرنسية)
- حكمة الأقزام على موقع قاعدة بيانات الفيلم (الإنجليزية)